# Линарес
Лина̀рес (исп. – Linares) е град и община в Испания, в провинция Хаен, в автономната област Андалусия, на разстояние 51 км от столицата на провинцията. Общината е част от областта Сиерa Moрeнa.
Обхваща площ от 195,1 квадратни километра. Населението е 61 306 души (2010). Плътност – 314,97 души на кв. км.
Центърът е разположен на надморска височина 419 м. Телефонен код – (+34) 953 6X XX XX. Пощенски индекс – 23700.
 Кмет – Хуан И. Фернандес Ривера (Испанска социалистическа работническа партия).
В продължение на много години в Линарес се провежда един от най-големите шахматни турнири, в който участват най-известните играчи в света.
Родно място е на световноизвестния певец Рафаел, който никога не забравя при всяка възможност да спомене своята родна земя. Също така на арената за бикоборство (корида) се бори и умира известният испански тореадор Мануел Лауреано Родригес Санчес, по прякор „Манолете“.
Важни отрасли на промишлеността в Линарес са автомобилостроене и вагоностроене.

## Демография
|  | 1996   | 1998   | 1999   | 2000   | 2001   | 2002   | 2003   | 2004   | 2005   | 2006   | 2007   | 2010   |  |
|  | ------ | ------ | ------ | ------ | ------ | ------ | ------ | ------ | ------ | ------ | ------ | ------ |  |
|  | 60 222 | 58 410 | 58 722 | 58 034 | 57 796 | 57 800 | 58 257 | 59 096 | 60 807 | 61 452 | 61 262 | 61 306 |  |